# Scopula ansulata
Scopula ansulata är en fjärilsart som beskrevs av Lederer 1871. Scopula ansulata ingår i släktet Scopula och familjen mätare. Inga underarter finns listade.